# Hans Lietzmann

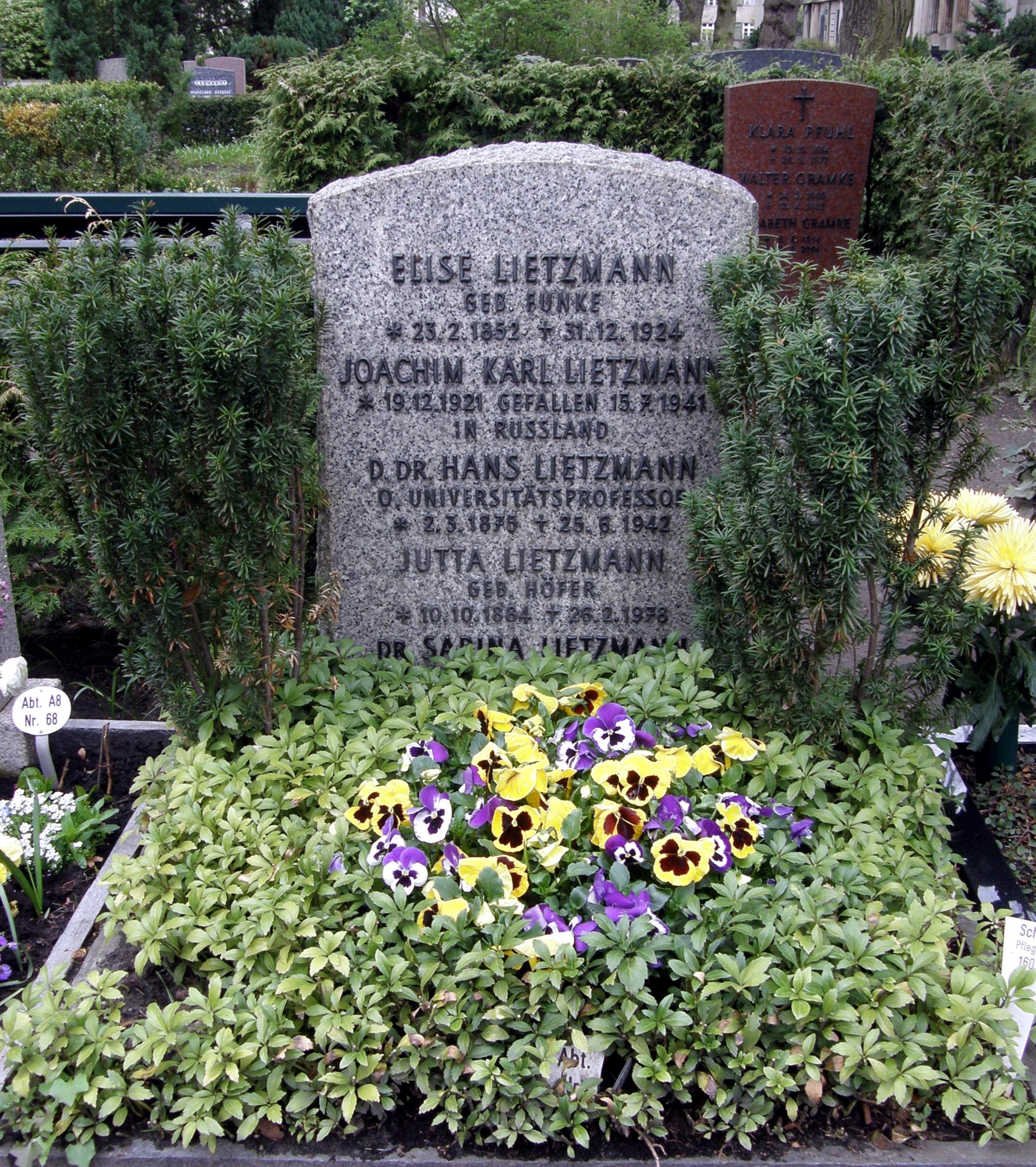
Hans Lietzmanns grav på Friedhof Wilmersdorf.

Hans Lietzmann, född 2 mars 1875 i Düsseldorf, död 25 juni 1942 i Locarno, var en tysk kyrkohistoriker.
Lietzmann blev 1900 docent i Bonn, 1905 e.o. och 1908 ordinarie professor i Jena och 1924 (efter Adolf von Harnack) professor i Berlin. Han ägnade med stort skarpsinne och idérikedom sin forskning åt gamla kyrkans historia och särskilt övergången från den nytestamentliga tiden samt kultens arkeologi. Han ansågs vara en av sin tids främsta tyska forskare. Vid det stora Lutherjubileet i Eisenach 1921 höll han ett mycket uppmärksammat föredrag om Martin Luthers bibelöversättning. Han invaldes 1938 som utländsk ledamot av svenska Vetenskapsakademien.
Av Lietzmanns skrifter kan nämnas Der Menschensohn (1896), Catenen (1897), Apollinaris von Laodicea (I, 1904), Wie wurden die Bücher des Neuen Testaments heilige Schrift? (1907), Das Leben des heiligen Symeon Stylites (1908), Der Weltheiland (1909), Petrus und Paulus in Rom (1915), Sacramentarium gregorianum (1920). Han utgav samlingsverken "Kleine Texte für theologische Übungen" (från 1902) och "Handbuch zum Neuen Testament" (1906 ff., där han själv utlade de fyra paulinska huvudbreven).